# Aelurillus quadrimaculatus
Aelurillus quadrimaculatus är en spindelart som beskrevs av Eugène Simon 1889. 
Aelurillus quadrimaculatus ingår i släktet Aelurillus och familjen hoppspindlar. Inga underarter finns listade i Catalogue of Life.